# Tetraleurodes quadratus
Tetraleurodes quadratus là một loài côn trùng cánh nửa trong họ Aleyrodidae, phân họ Aleyrodinae.
Tetraleurodes quadratus được Sampson & Drews miêu tả khoa học đầu tiên năm 1941.